# Llista de campions del món de trial

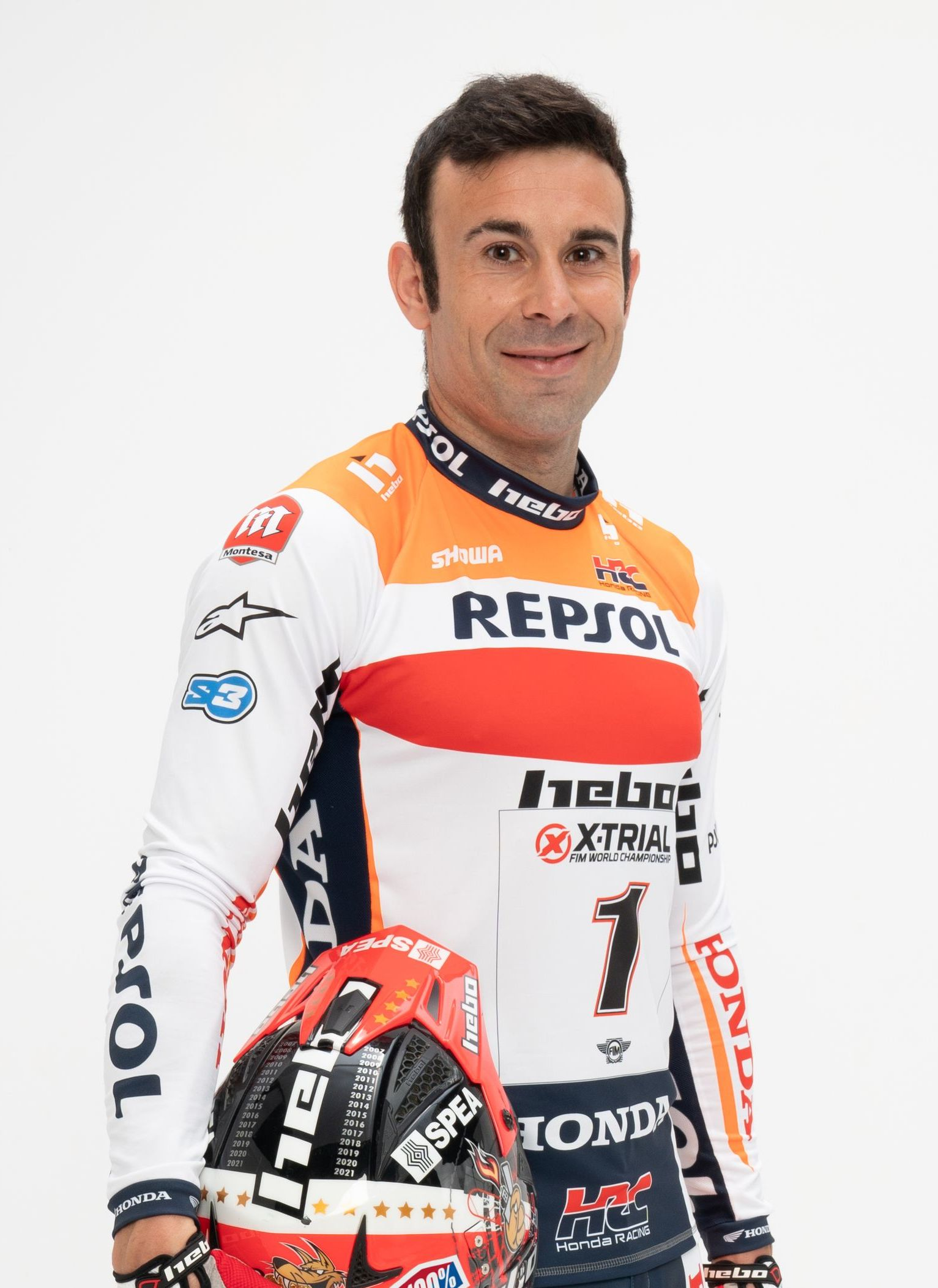
Toni Bou, 37 títols mundials de trial

Aquesta és una llista amb els campions del món de trial, ordenada com un rànquing. La llista aplega tots els pilots que han guanyat mai un Campionat del Món de trial, ja sigui a l’aire lliure (TrialGP) o en pista coberta (X-Trial), en la seva categoria màxima. No inclou, doncs, els guanyadors dels campionats femení, júnior i/o juvenil. Sí que recull, però, tots els campions dels antics Challenge Henry Groutards i Campionat d'Europa de trial, previs a la seva conversió en Campionat del Món per la FIM.
A 2 d'abril de 2025.

## Campionats per pilot
| Rànq.  | Pilot             | País             | Etapa     | TrialGP | X-Trial | Total |
| ------ | ----------------- | ---------------- | --------- | ------- | ------- | ----- |
| 1      | Toni Bou          | Catalunya        | 2007-2025 | 18      | 19      | 37    |
| 2      | Dougie Lampkin    | Regne Unit       | 1997-2003 | 7       | 5       | 12    |
| 3      | Jordi Tarrés      | Catalunya        | 1987-1995 | 7       |         | 7     |
| 4      | Adam Raga         | Catalunya        | 2003-2006 | 2       | 4       | 6     |
| 5      | Marc Colomer      | Catalunya        | 1994-1996 | 1       | 3       | 4     |
| 6      | Thierry Michaud   | França           | 1985-1988 | 3       |         | 3     |
| 6      | Eddy Lejeune      | Bèlgica          | 1982-1984 | 3       |         | 3     |
| 6      | Yrjö Vesterinen   | Finlàndia        | 1976-1978 | 3       |         | 3     |
| 6      | Don Smith         | Regne Unit       | 1964-1969 | 3       |         | 3     |
| 10     | Martin Lampkin    | Regne Unit       | 1973-1975 | 2       |         | 2     |
| 10     | Mick Andrews      | Regne Unit       | 1971-1972 | 2       |         | 2     |
| 10     | Sammy Miller      | Irlanda del Nord | 1968-1970 | 2       |         | 2     |
| 10     | Gustav Franke     | Alemanya         | 1965-1966 | 2       |         | 2     |
| 14     | Tommi Ahvala      | Finlàndia        | 1993-1994 | 1       | 1       | 2     |
| 15     | Takahisa Fujinami | Japó             | 2004      | 1       |         | 1     |
| 15     | Gilles Burgat     | França           | 1981      | 1       |         | 1     |
| 15     | Ulf Karlson       | Suècia           | 1980      | 1       |         | 1     |
| 15     | Bernie Schreiber  | Estats Units     | 1979      | 1       |         | 1     |
| 15     | Malcolm Rathmell  | Regne Unit       | 1974      | 1       |         | 1     |
| 20     | Albert Cabestany  | Catalunya        | 2002      |         | 1       | 1     |
| Totals | Totals            | Totals           | Totals    | 61      | 33      | 94    |

Notes
1. ↑  La columna recull tots els títols aconseguits en els antics Challenge Henry Groutards, Campionat d'Europa de trial i Campionat Euro-Americà de Trial, a més de l'actual Campionat del Món de Trial, anomenat TrialGP des del 2017.
2. ↑  La columna recull tots els títols aconseguits en els antics Prix FIM Indoor i FIM Indoor World Cup, a més de l'actual Campionat del Món de Trial Indoor, anomenat X-Trial des del 2011.

## Campionats per país
| Rànq.  | País         | TrialGP | X-Trial | Total |
| ------ | ------------ | ------- | ------- | ----- |
| 1      | Catalunya    | 28      | 27      | 55    |
| 2      | Regne Unit   | 17      | 5       | 22    |
| 3      | Finlàndia    | 4       | 1       | 5     |
| 4      | França       | 4       |         | 4     |
| 5      | Bèlgica      | 3       |         | 3     |
| 6      | Alemanya     | 2       |         | 2     |
| 7      | Japó         | 1       |         | 1     |
| 7      | Suècia       | 1       |         | 1     |
| 7      | Estats Units | 1       |         | 1     |
| Totals | Totals       | 61      | 33      | 94    |

1. ↑  S'hi compten els aconseguits per pilots d'Irlanda del Nord.